# Xeniidae
Famille
Les Xeniidae constituent une famille de coraux alcyonaires de l'ordre des Alcyonacea.

## Caractéristiques
L'un des principaux prédateurs de ce corail mou sont les limace de mer du genre Phyllodesmium, dont les cérates miment les polypes du corail, de manière à les rendre indétectables des prédateurs sur leur proie.

## Liste des genres
Selon World Register of Marine Species (26 novembre 2014) :
- genre Anthelia Lamarck, 1816
- genre Asterospicularia Utinomi, 1951
- genre Bayerxenia Alderslade, 2001
- genre Ceratocaulon Jungersen, 1892
- genre Cespitularia Milne-Edwards & Haime, 1850
- genre Efflatounaria Gohar, 1939
- genre Fasciclia Janes, 2008
- genre Funginus Tixier-Durivault, 1987
- genre Heteroxenia Koelliker, 1874
- genre Ingotia Alderslade, 2001
- genre Ixion Alderslade, 2001
- genre Orangaslia Alderslade, 2001
- genre Ovabunda Alderslade, 2001
- genre Sansibia Alderslade, 2000
- genre Sarcothelia Verrill, 1928
- genre Sympodium Ehrenberg, 1834
- genre Xenia Lamarck, 1816

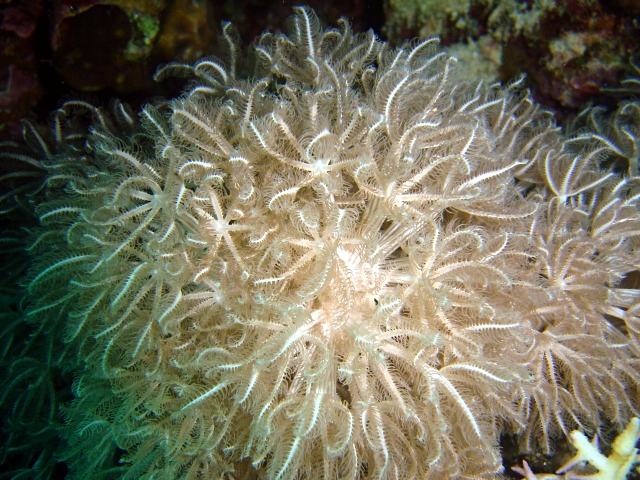
Anthelia glauca
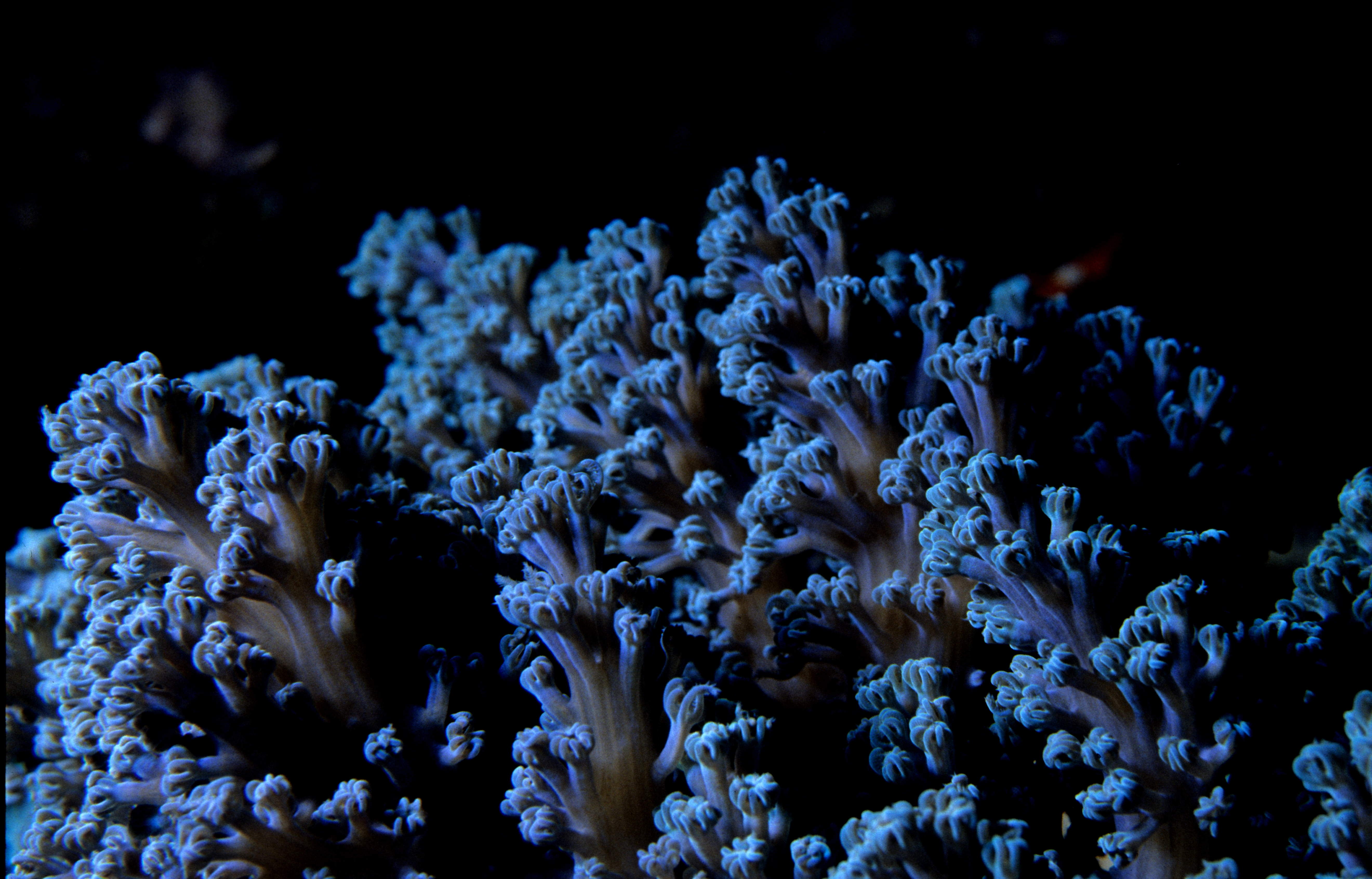
Cespitularia sp.
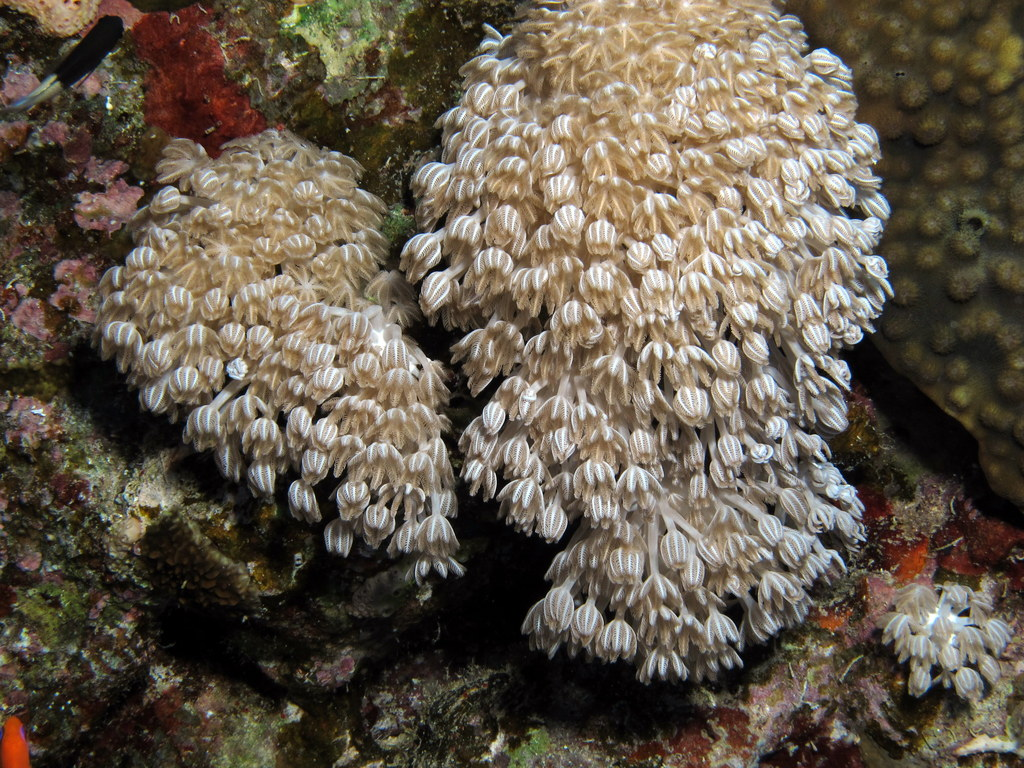
Heteroxenia fuscescens
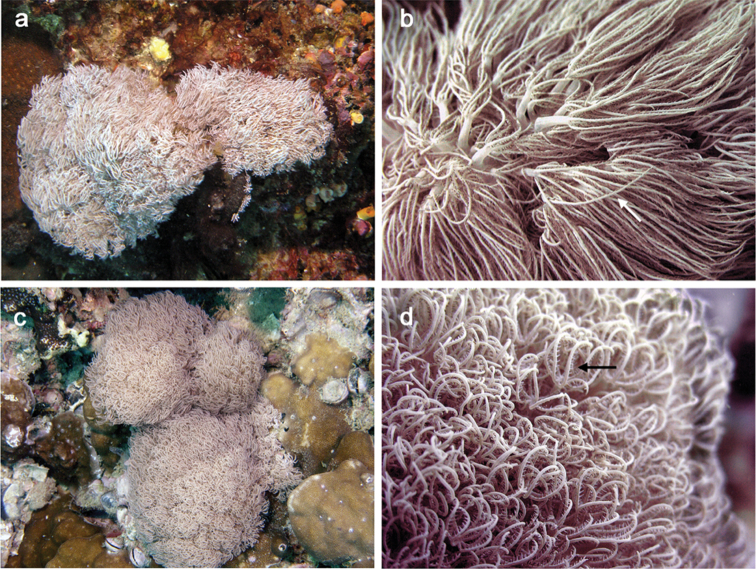
Ovabunda andamanensis
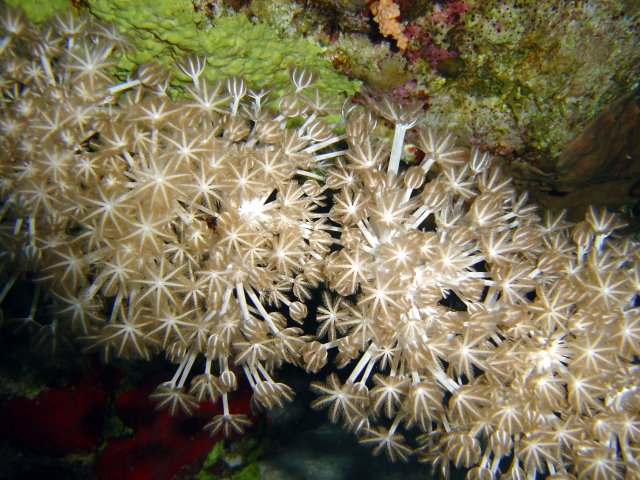
Xenia umbellata
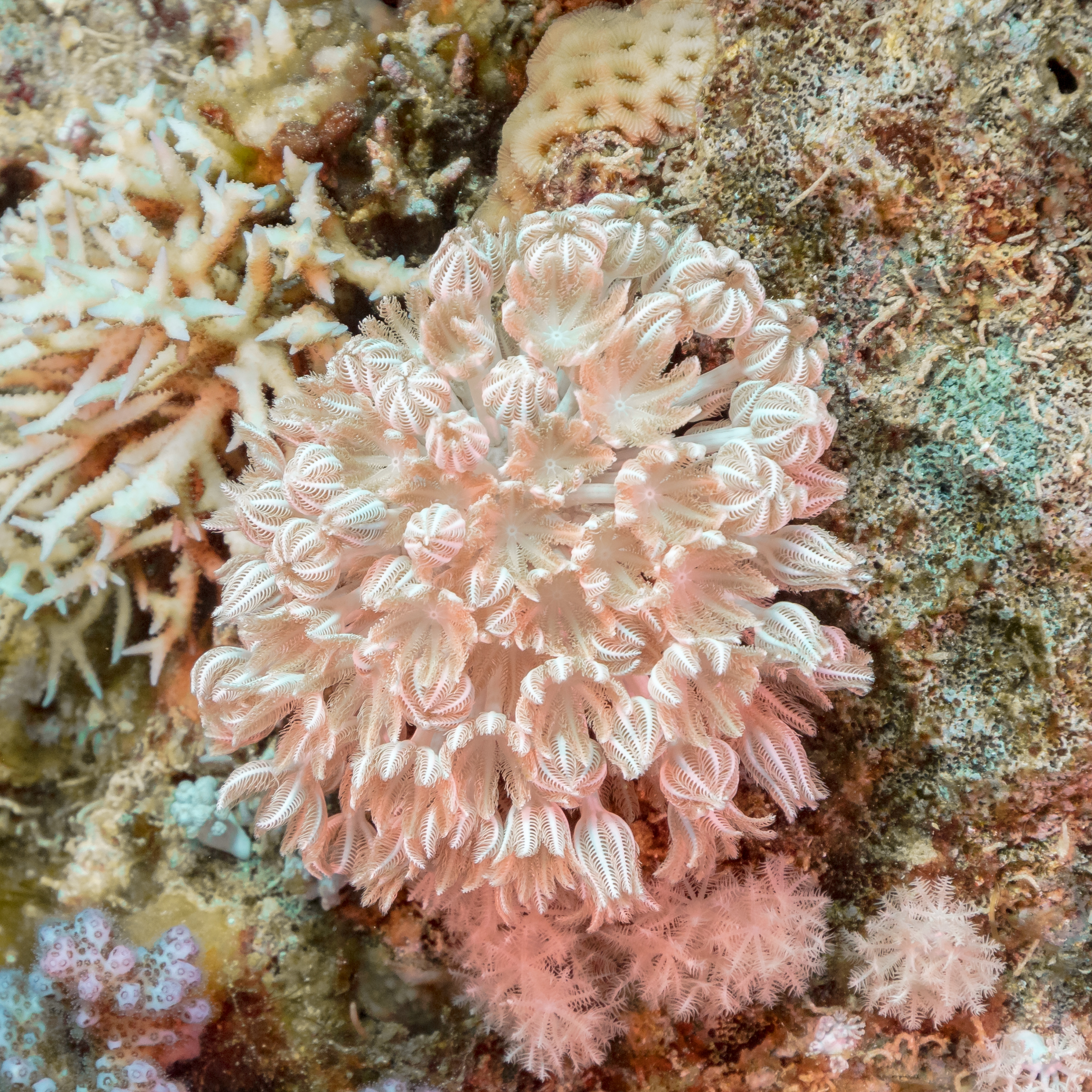
Xenia umbellata

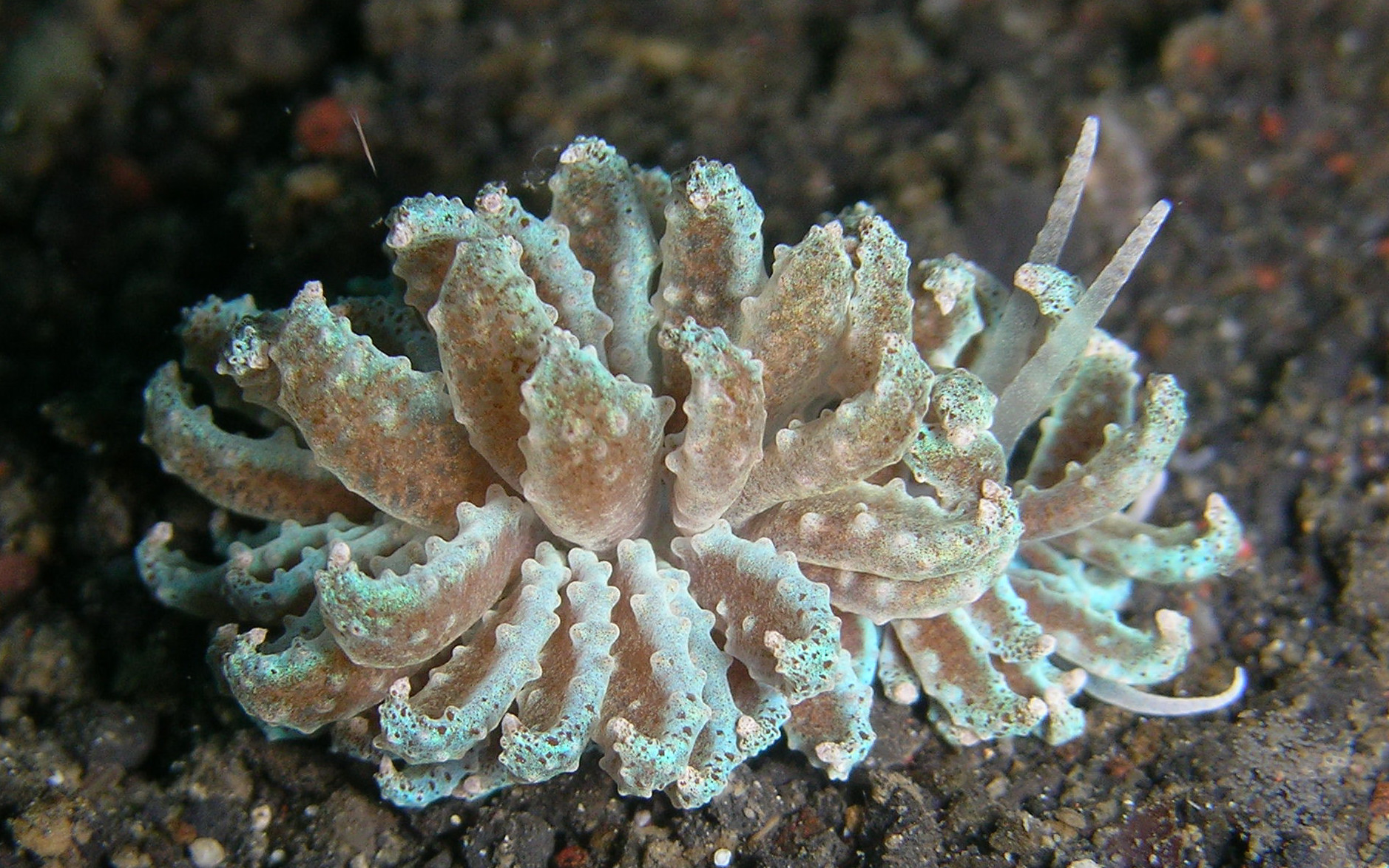
Nudibranche mimétique des Xeniidae (Phyllodesmium crypticum)
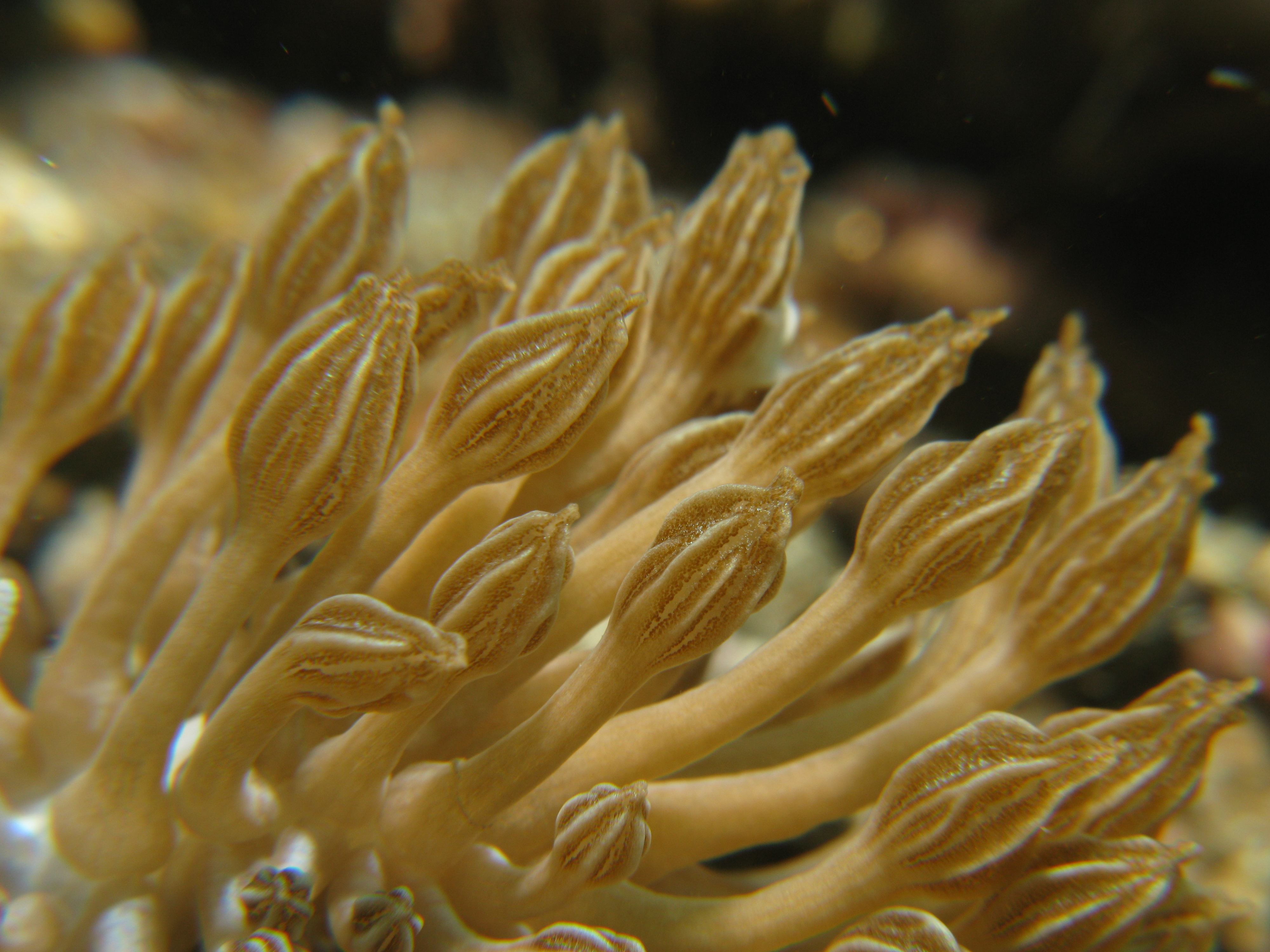
Cérates d'un nudibranche Phyllodesmium rudmani